# Barrage de Longkaikou
Le barrage de Longkaikou (en chinois : 龙开口水电站), est un barrage-poids situé sur la rivière Jinsha dans la préfecture autonome bai de Dali, province du Yunnan, en Chine. La conception du projet a été récompensée par deux prix nationaux.

## Historique
La construction du barrage commence en 2007, la rivière est détournée en janvier 2009. Cependant, les travaux sont brièvement interrompue en juin 2009 par le ministère de la Protection de l'environnement, pour absence d'autorisation conforme. Le 25 novembre 2012, le réservoir est mis en eau et le premier des cinq générateurs est opérationnel le 21 mai 2013. La dernière turbine est mise en service le 29 novembre 2013.
Il a été attendu à ce que la construction du barrage déplace 2 000 personnes.

## Caractéristiques
Le barrage a une hauteur de 119 mètres et a été construit avec du béton compacté au rouleau. Sa longueur est de 768 mètres.
La capacité totale installée est de 1800 MW. La centrale électrique intègre cinq générateurs à turbine Francis de 360 MW chacun. La production énergétique annuelle moyenne est de 7,396 milliards de kWh.
La capacité totale du réservoir est de 558 millions de mètres cubes.

## Rôle du barrage
Le barrage de Longkaikou a été construit dans l'optique de produire de l'électricité. Son rôle est également de subvenir aux besoins de l'irrigation, de l'approvisionnement en eau et de la lutte contre les inondations. Effectivement, il dispose d'une capacité de stockage pour le contrôle des inondations de 126 millions de m3.